# Feels
„Feels“ е песен, записана и продуцирана от шотландския DJ Calvin Harris.
Включва вокали на певците Katy Perry, Pharrel Williams и американския рапър Биг Шон.
Песента е пусната на 16 юни 2017 от Sony Music.
Feels достигна номер 1 във Франция, Белгия, Латвия, Израел, Полша, Ливан и Великобритания. Достигна топ 10 в Аржентина, Австралия, Австрия, Чехия, Канада, Финландия, Дания, Ирландия, Малайзия, Нидерландия, Норвегия, Нова Зеландия, Португалия, Шотландия, Словения, Словакия, Швейцария и Испания, а топ 20 в Италия, САЩ и Швеция.

## Видеоклип
Музикалният видеоклип на песента е публикуван на 26 юни 2017 в профила Calvin Harris VEVO в YouTube.